# Liste der Kulturdenkmale in Neundorf auf dem Eigen
In der Liste der Kulturdenkmale in Neundorf auf dem Eigen sind die Kulturdenkmale des Ortsteils Neundorf auf dem Eigen der sächsischen Stadt Herrnhut verzeichnet, die bis Juni 2018 vom Landesamt für Denkmalpflege Sachsen erfasst wurden (ohne archäologische Kulturdenkmale). Die Anmerkungen sind zu beachten.

## Neundorf a. d. Eigen
| Bild                                    | Bezeichnung                                                                                       | Lage                                                                  | Datierung                                                                      | Beschreibung | ID       |
| --------------------------------------- | ------------------------------------------------------------------------------------------------- | --------------------------------------------------------------------- | ------------------------------------------------------------------------------ | --- | -------- |
| Direkt Bild zu diesem Denkmal hochladen | Bauernhof mit Wohnstallhaus, Scheune, niedrigem vorderen Verbindungsbau und hinterem Nebengebäude | Burkersdorfer Straße 1 (Karte)                                        | 18. Jahrhundert (Wohnstallhaus); um 1850 (Scheune, Nebengebäude und Bauernhof) | Wohnstallhaus Obergeschoss Fachwerk, alter Baukörper an ortsbildprägender Stelle, baugeschichtlich von Bedeutung                                                             | 08961024 |
| Direkt Bild zu diesem Denkmal hochladen | Wegestein                                                                                         | Burkersdorfer Straße 7 (neben), Kreuzung bei Gartenbau-Renner (Karte) | 19. Jh.                                                                        | Granit, ca. 1 m hoch, verkehrsgeschichtlich von Bedeutung | 08961009 |
| Direkt Bild zu diesem Denkmal hochladen | Wohnhaus, Seitengebäude und Scheune eines Dreiseithofes                                           | Burkersdorfer Straße 11 (Karte)                                       | Bezeichnet mit 1893 (Fassadentafel)                                            | In Aussehen und Struktur weitgehend erhaltenen, Wohnhaus mit flachem, gegiebeltem Mittelrisalit und Drempelzone, baugeschichtlich und wirtschaftsgeschichtlich von Bedeutung | 08961010 |
| Direkt Bild zu diesem Denkmal hochladen | Wohnstallhaus (Umgebinde)                                                                         | Burkersdorfer Straße 12 (Karte)                                       | Bezeichnet mit 1858 (Stalltür)                                                 | Obergeschoss Fachwerk, weitgehend im ursprünglichen Aussehen erhalten, von baugeschichtlich und ortsbildprägend von Bedeutung                                                | 08961014 |
| Weitere Bilder                          | Bockwindmühle                                                                                     | Burkersdorfer Straße 13 (hinter), Ortsausgang Richtung Osten (Karte)  | Bezeichnet mit 1916 (Wetterfahne)                                              | Mit Verwendung älterer Teile, baugeschichtlich, ortsgeschichtlich und technikgeschichtlich von Bedeutung                                                                     | 08961011 |
| Direkt Bild zu diesem Denkmal hochladen | Wohnstallhaus mit Scheunenanbau                                                                   | Burkersdorfer Straße 20 (Karte)                                       | Um 1800                                                                        | Obergeschoss Fachwerk, u. a. Andreaskreuze, in der Achse später angebaute massive Scheune, baugeschichtlich und wirtschaftsgeschichtlich von Bedeutung                       | 08961012 |
| Direkt Bild zu diesem Denkmal hochladen | Vierseithof mit Wohnhaus, Scheune und zwei Seitengebäuden                                         | Neundorfer Weg 4 (Karte)                                              | Bezeichnet mit 1900                                                            | Wohnhaus repräsentativ gestaltet, baugeschichtlich und ortsbildprägend von Bedeutung                                                                                         | 08961019 |
| Direkt Bild zu diesem Denkmal hochladen | Mord- und Sühnekreuz                                                                              | Neundorfer Weg 4 (gegenüber) (Karte)                                  | 16./17. Jahrhundert                                                            | Ortsgeschichtlich von Bedeutung | 08961018 |
| Direkt Bild zu diesem Denkmal hochladen | Wohnhaus (Umgebinde)                                                                              | Neundorfer Weg 14 (Karte)                                             | Um 1850                                                                        | Obergeschoss und Giebel Fachwerk, im ursprünglichen Aussehen erhalten, baugeschichtlich von Bedeutung                                                                        | 08961017 |
| Direkt Bild zu diesem Denkmal hochladen | Wohnhaus (Umgebinde)                                                                              | Neundorfer Weg 17 (Karte)                                             | 1. Hälfte 19. Jahrhundert                                                      | Obergeschoss Fachwerk, baugeschichtlich und ortsbildprägend von Bedeutung | 08961016 |
| Direkt Bild zu diesem Denkmal hochladen | Wohnstallhaus (Umgebinde)                                                                         | Neundorfer Weg 19 (Karte)                                             | 1. Hälfte 19. Jahrhundert                                                      | Obergeschoss Fachwerk verbrettert, Zeugnis Oberlausitzer Holzbauweise, baugeschichtlich von Bedeutung                                                                        | 08961015 |
| Direkt Bild zu diesem Denkmal hochladen | Wohnstallhaus und Scheune eines ehemaligen Dreiseithofes                                          | Neundorfer Weg 20 (Karte)                                             | Um 1900, eventuell mit älterem Kern (Wohnstallhaus); um 1900 (Scheune)         | Wohnstallhaus Obergeschoss Fachwerk, baugeschichtlich und wirtschaftsgeschichtlich von Bedeutung                                                                             | 08961013 |
| Direkt Bild zu diesem Denkmal hochladen | Wegestein                                                                                         | Viebig (nördlicher Ortsausgang) (Karte)                               | 19. Jh.                                                                        | Granit, ca. 1 m hoch, verkehrsgeschichtlich von Bedeutung | 08961027 |
| Direkt Bild zu diesem Denkmal hochladen | Wohnhaus                                                                                          | Viebig 4 (Karte)                                                      | 18. Jahrhundert                                                                | Obergeschoss Fachwerk verbrettert, mit Scheunenteil, weitgehend im ursprünglichen Aussehen erhalten, baugeschichtlich von Bedeutung                                          | 08961020 |
| Direkt Bild zu diesem Denkmal hochladen | Wohnhaus                                                                                          | Viebig 6 (Karte)                                                      | 18. Jh.                                                                        | Obergeschoss Fachwerk verbrettert, alter Baukörper erkennbar, weitgehend im ursprünglichen Aussehen erhalten, baugeschichtlich von Bedeutung                                 | 08961021 |
|                                         | Wohnstallhaus (Umgebinde)                                                                         | Viebig 7 (Karte)                                                      | 1. Hälfte 19. Jahrhundert                                                      | Obergeschoss teilweise verputzt, Giebel Fachwerk verbrettert, Abseite, baugeschichtlich von Bedeutung                                                                        | 09303708 |
| Direkt Bild zu diesem Denkmal hochladen | Vierseithof mit Wohnstallhaus, zwei Seitengebäuden und Scheune                                    | Viebig 9 (Karte)                                                      | Um 1900                                                                        | Einheitlich in unverputztem Bruchstein und Gestaltung, baugeschichtlich und wirtschaftsgeschichtlich von Bedeutung                                                           | 08961023 |
| Direkt Bild zu diesem Denkmal hochladen | Wohnhaus (Umgebinde)                                                                              | Viebig 17 (Karte)                                                     | 18. Jahrhundert                                                                | Obergeschoss Fachwerk, Zeugnis der alten Holzbauweise, baugeschichtlich und straßenbildprägend von Bedeutung                                                                 | 08961025 |

## Tabellenlegende
- Bild: Bild des Kulturdenkmals, ggf. zusätzlich mit einem Link zu weiteren Fotos des Kulturdenkmals im Medienarchiv Wikimedia Commons. Wenn man auf das Kamerasymbol klickt, können Fotos zu Kulturdenkmalen aus dieser Liste hochgeladen werden:
- Bezeichnung: Denkmalgeschützte Objekte und ggf. Bauwerksname des Kulturdenkmals
- Lage: Straßenname und Hausnummer oder Flurstücknummer des Kulturdenkmals. Die Grundsortierung der Liste erfolgt nach dieser Adresse. Der Link (Karte) führt zu verschiedenen Kartendiensten mit der Position des Kulturdenkmals. Fehlt dieser Link, wurden die Koordinaten noch nicht eingetragen. Sind diese bekannt, können sie über ein Tool mit einer Kartenansicht einfach nachgetragen werden. In dieser Kartenansicht sind Kulturdenkmale ohne Koordinaten mit einem roten bzw. orangen Marker dargestellt und können durch Verschieben auf die richtige Position in der Karte mit Koordinaten versehen werden. Kulturdenkmale ohne Bild sind an einem blauen bzw. roten Marker erkennbar.
- Datierung: Baubeginn, Fertigstellung, Datum der Erstnennung oder grobe zeitliche Einordnung entsprechend des Eintrags in der sächsischen Denkmaldatenbank
- Beschreibung: Kurzcharakteristik des Kulturdenkmals entsprechend des Eintrags in der sächsischen Denkmaldatenbank, ggf. ergänzt durch die dort nur selten veröffentlichten Erfassungstexte oder zusätzliche Informationen
- ID: Vom Landesamt für Denkmalpflege Sachsen vergebene, das Kulturdenkmal eindeutig identifizierende Objekt-Nummer. Der Link führt zum PDF-Denkmaldokument des Landesamtes für Denkmalpflege Sachsen. Bei ehemaligen Kulturdenkmalen können die Objektnummern unbekannt sein und deshalb fehlen bzw. die Links von aus der Datenbank entfernten Objektnummern ins Leere führen. Ein ggf. vorhandenes Icon  führt zu den Angaben des Kulturdenkmals bei Wikidata.